# Галлахер, Брендан
Бре́ндан Адам Мэ́тью Га́ллахер (англ. Brendan Adam Mathew Gallagher; 6 мая 1992, Эдмонтон, провинция Альберта, Канада) — канадский хоккеист, нападающий клуба НХЛ «Монреаль Канадиенс».

## Карьера
Первым профессиональным клубом стал клуб Западной хоккейной лиги «Ванкувер Джайентс» (отец Брендана, Йен Галлахер работал в тренерском штабе клуба специалистом по физподготовке). В составе «Ванкувера» Галлахер провёл 4 сезона, лишь в одном из которых (дебютном) забивал меньше 40 шайб и отдавал меньше 35 результативных передач. На драфте НХЛ 2010 года Брендана Галлахера выбрал под общим 147 номером «Монреаль Канадиенс». Прежде, чем присоединиться к новой команде, форвард провёл ещё два сезона за «Джайентс» и, хотя не смог принести клубу титулов, стал в итоге лучшим бомбардиром и снайпером клуба за всю его историю.
В сезоне 2012/13 Галлахер, подписавший ещё в 2011 году трёхлетнее соглашение с «Монреалем», дебютировал как игрок НХЛ. Первую шайбу в НХЛ молодой нападающий забросил 27 января 2013 года в ворота Мартина Бродёра в победном (5:4) матче против «Нью-Джерси Девилз». По итогам регулярного сезона молодой форвард набрал 28 (15+13) очков по системе «гол+пас» и был номинирован на «Колдер Трофи».
В конце ноября 2014 года подписал новый контракт на 6 лет, начиная с сезона 2015/16, на сумму $ 22,5 млн. В сезоне 2017/18 впервые стал лучшим бомбардиром и снайпером «Монреаля», набрав 54 очка и забросив впервые в карьере более 30 шайб (31).

## Карьера в сборной
В составе молодёжной сборной Канады Брендан Галлахер принимал участие в чемпионате мира, проходившем на его родине — в канадской провинции Альберта. Молодой форвард набрал в играх чемпионата 6 (3+3) очков и помог своей сборной завоевать бронзовые медали мирового первенства.
В составе первой сборной Канады выиграл чемпионат мира 2016 года.

## Достижения
Молодёжная сборная:
- бронзовый призёр чемпионата мира: 2012

Первая сборная:
- победитель чемпионата мира: 2016

## Статистика
| Легенда | Легенда                    | Легенда | Легенда                   | Легенда | Легенда    |
| ------- | -------------------------- | ------- | ------------------------- | ------- | ---------- |
| И       | Количество проведённых игр | Штр     | Штрафное время            | +/−     | Плюс-минус |
| Г       | Голы                       | П       | Голевые передачи          | О       | Очки       |
| -       | Статистика неизвестна      | —       | Статистика не учитывалась |         |            |